# Planet of the Apes (album)
Planet of the Apes è un album raccolta dei Guano Apes, pubblicato il 29 novembre 2004.

## Tracce
- Disco 1

1. Break The Line
2. Open Your Eyes
3. Big In Japan
4. Rain
5. No Speech
6. Innocent Greed
7. Living In A Lie
8. Dödel Up
9. Lords Of The Boards
10. Pretty In Scarlet
11. Mine All Mine
12. Quietly
13. You Can't Stop Me
14. Wash It Down
15. Scratch The Pitch
16. Don't You Turn Your Back On Me
17. Gogan
18. Kumba Yo!

- Disco 2

1. Stay
2. Underwear
3. La Noix
4. Cuts
5. Candy Love
6. Trumpet Song
7. Cream Over Moon
8. Allies
9. Ain't Got Time
10. Electric Nights
11. Counting The Days
12. Open Your Eyes (Calcia Mix)
13. Maria (D+B Smooth Mix)
14. 360° Aliendrop (Kaleve Mix)
15. Don't You Turn Your Back on Me (Frozen Mix)
16. Big In Japan (Space Jazz Dubmen Mix)
17. Dödel Up (Kukliczi Mix)
18. Plastic Mouth (G-Ball & Kaa Mix)
19. Pretty In Storm (G-Ball & Kaa Mix)